# 戦争絵

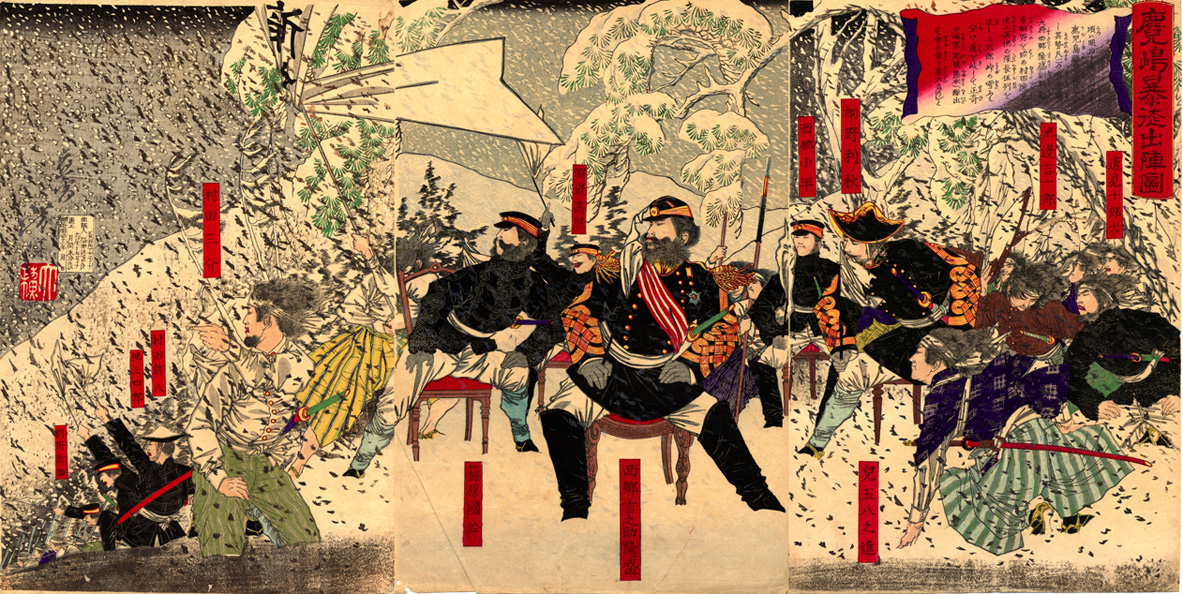
西南戦争を描いた「鹿児島暴徒出陣図」（月岡芳年画）

戦争絵（せんそうえ）とは、幕末から明治時代に描かれた浮世絵の様式のひとつ。戊辰戦争や西南戦争、日清戦争、日露戦争などを題材とした浮世絵を指す。絵が説明的で単調な作品が少なからず含まれてはいるものの、見る者を鼓舞する迫力や勢いが感じられる作品や、戦場風景の美しさを追求したものもあり、また当時の人々の戦争に対する意識が感じ取れる作品群である、

## 解説

### 幕末動乱
江戸時代から歴史や物語で語られる戦いは浮世絵の題材となっており、武者絵、合戦絵などと呼ばれていたが、太平の世に生きる人々にとってはあくまで過去あるいは空想上の出来事に過ぎなかった。しかし、黒船来航以降の動乱によって戦争が現実のものとなってくる。江戸幕府は、同時代の事件や出来事を出版するのを禁止していたが、人々の世の動き知りたい欲求まで抑えるのは不可能であった。幕末の浮世絵師たちは、表向きは源平合戦や蒙古襲来、戦国時代の合戦など過去の戦に取材しつつも、実際には当時の戦争をほのめかす趣向を凝らし、見る人に絵の読み解きを促してその期待に応えた。代表的な絵師としては、歌川芳虎、月岡芳年、河鍋暁斎、歌川貞秀らが挙げられる。彼らの多くは歌川国芳からの影響を受けており、国芳以来の大判三枚続の迫力ある画面を用いるのみならず、その風刺や諧謔味、反骨精神も受け継いでいる。

### 西南戦争
明治維新や文明開化によって世の中が大きく変化し、浮世絵もどうなるか不透明なさなか西南戦争が起こり、当時流行していた錦絵新聞の流れに乗って制作された。作品点数は、概算で約300点程度とも500点近いとも言われる。多くの浮世絵師が手掛けたが、月岡芳年（66点）と楊洲周延（47点）が群を抜いて多い。大半の錦絵は明治10年（1877年）の出版だが、翌年に及ぶものもある。題名は「西南」を冠するものより、「鹿児島征討」「鹿児島紀聞」「鹿児島戦争」など「鹿児島」を付すものが多く、個人名では「西郷隆盛」と冠するものが多い。西郷人気と明治政府への根強い不信感を反映してか、総じて薩摩軍の方が格好良く、同情的に描かれている。
構図や絵画表現は、遠近法や陰影法など西洋画法を若干加味しているが、多くは幕末武者絵の名残を残し、芝居がかった作意が多い。制作方法は、実際に絵師が見聞したのではなく、当時の新聞を元にしている。この頃の新聞報道は、現代の我々がメディアに抱く「中立的視点」や「客観的報道言説」に対する意識が希薄で、噂や伝聞など明らかに疑わしい情報も一緒くたに報じられ、面白みをもって読者に伝える趣が強かった。そのため、錦絵もこれを反映して虚々実々取り混ぜて描かれ、より面白くするため話を更に誇張して想像図として仕立てた作品もある。例えば、元長州藩士の前原一格なる人物が、萩の乱をおこした前原一誠の弟として画中にしばしば登場するが、架空の人物である。また、村田新八は田原坂の戦いで戦死したとの情報が流れ、以降の事件に登場しなくなるが、後に誤報とわかったらしく西郷最期の場面では再び登場するようになる。更に、薩摩軍の中に女隊と称する500人ほどの部隊がいるという噂が広がり格好の題材となり、周延が特に好んで描いているが、これも真偽は怪しい。なお、出版条例に伴い販売価格を表示してあるのも特徴だが、2,3年後には表記が無くなる。値段は1枚2銭、3枚続だと6銭が相場だった。

### 日清戦争
続いて朝鮮事変（壬午事変、1882年）から明治27年（1894年）の日清戦争が起こる。この日清戦争錦絵が最大の戦争絵ブームであり、そして長い浮世絵史上にとって最後の輝きとなった。日清戦争の宣戦布告は8月1日だが、早くも9日付の『読売新聞』には、都下の絵草紙屋はこちらも戦争のように忙しく、既に25種類が出版されている、と伝えている。大判三枚続が定番で、総数は300点を超えると推定される。対外的かつ総力を挙げての大きな戦争であって、国民的意識を駆り立てるものになった。この戦争を軸に国内外の思想、精神的姿勢も急激に変化していった。江戸時代以来の伝統的な町絵師であった浮世絵師たちも、この時期に戦争絵に飛びつき、大衆もこれを迎え入れ、錦絵のブームを巻き起こしたのであった。陸上における戦闘のみに限らず、近代戦として軍艦同士の戦いもあったり、兵器の発達もまた眼新しい題材となった。小林清親の詩情に満ちた戦争絵はいうまでもないが、役者絵を専門としていた豊原国周までもが、玄武門の戦いの様子を描くといった勢いであった。作品点数は清親が圧倒的に多く、他に尾形月耕、梅堂小国政、田口米作らが手掛けた。しかし、戦争が終結した明治28年（1895年）の秋頃には、浮世絵自体の売れ行きが鈍り、役者絵でも初摺の一杯（200枚）を裁くのが関の山で、二杯目以降は摺りを簡略化し、田舎に回したという。

### 日露戦争
その後、明治37年（1904年）に勃発した日露戦争の際にも戦争絵が描かれたが、既に写真報道の時代を迎え、戦争錦絵に人々を引き付けるだけの魅力はなかった。小林清親、尾形月耕、右田年英など数名の絵師が手掛けたのみで終わり、日清戦争の時ほどのブームとはならなかった。制作点数も50点に満たないとみられる。その画面は西洋画法が用いられ輪郭線に頼らず、日本画のような淡い色彩を多用し、彫り・摺り共に制作密度の濃い作品が多い。しかし、これは逆に言えば、浮世絵が単に絵画や写真を再現するための実用技術と化してしまう事を意味し、木版画としての個性を失う結果になってしまった。日露戦争後は戦争絵は描かれなくなるが、昭和17年（1942年）に三代目長谷川貞信は真珠湾攻撃を題材にした「昭和十六年十二月八日布哇真珠湾に於いて皇国海軍米国太平洋艦隊を撃沈す」（大判3枚続、浅井コレクション蔵）を大阪で出版している。

## ギャラリー

西南戦争を描いた小林永濯画「田原坂激戦之図」。
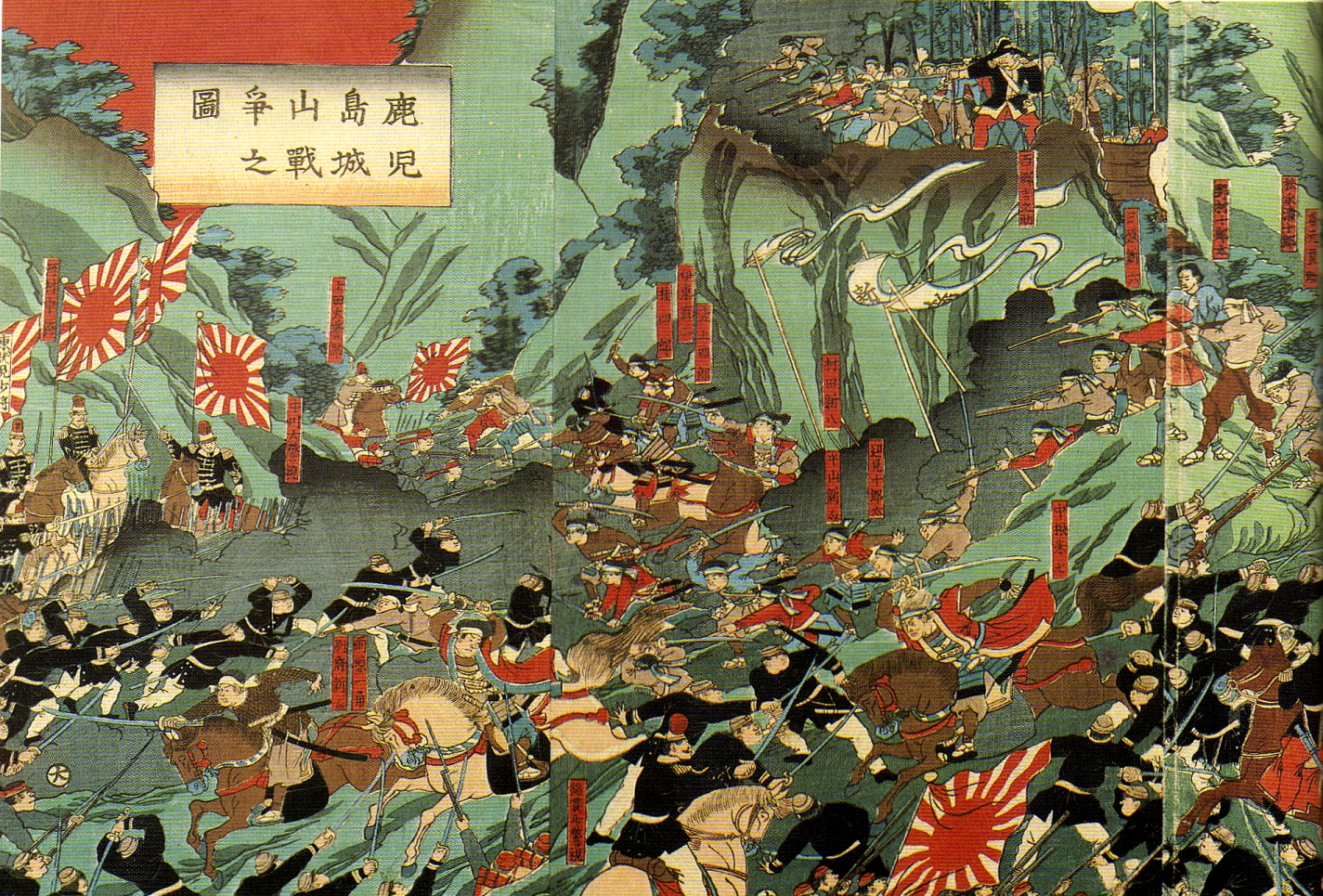
西南戦争最後の戦いを描いた「鹿児島城山戦争之図」。
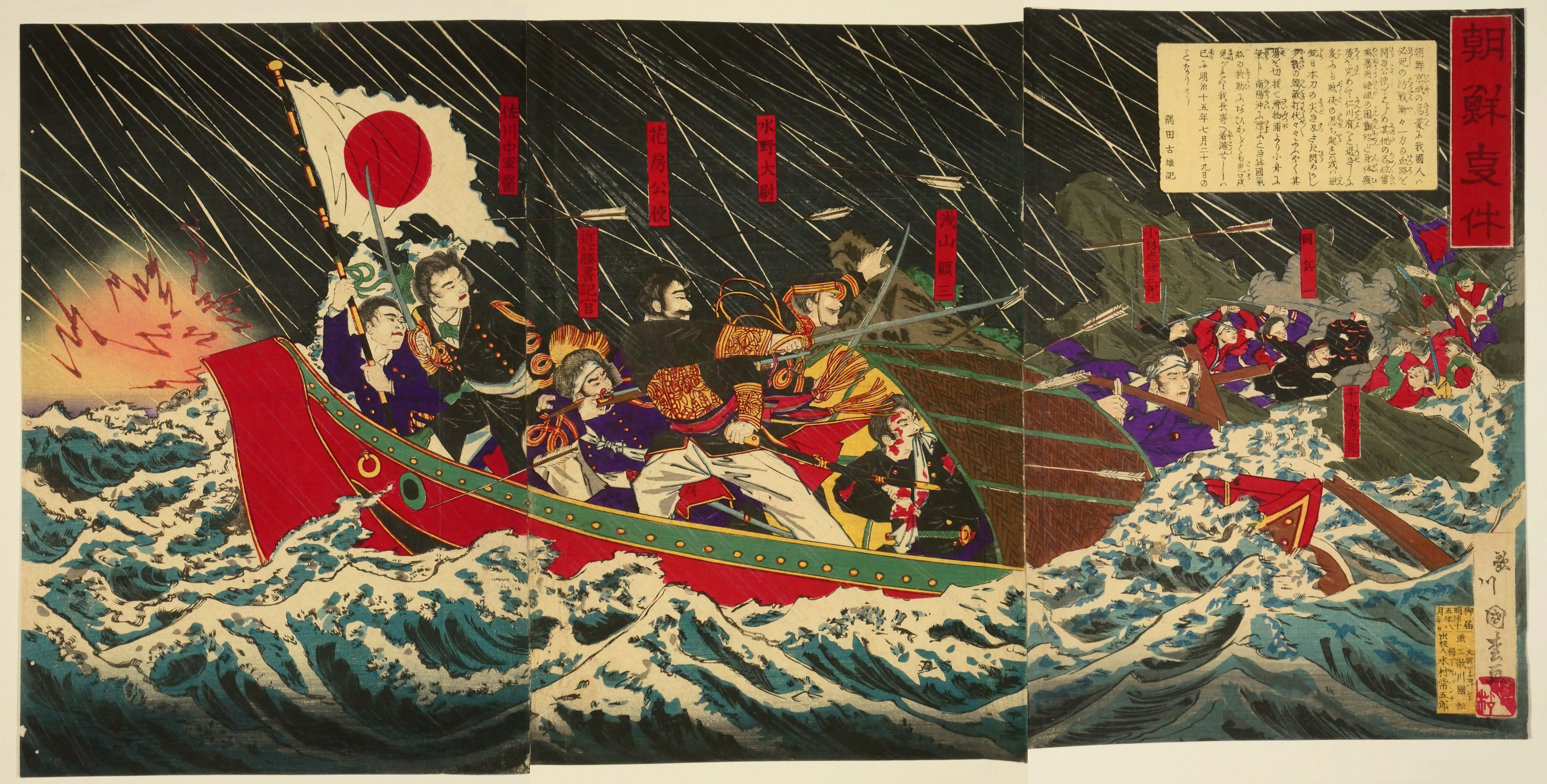
壬午事変における日本公使館員の脱出。
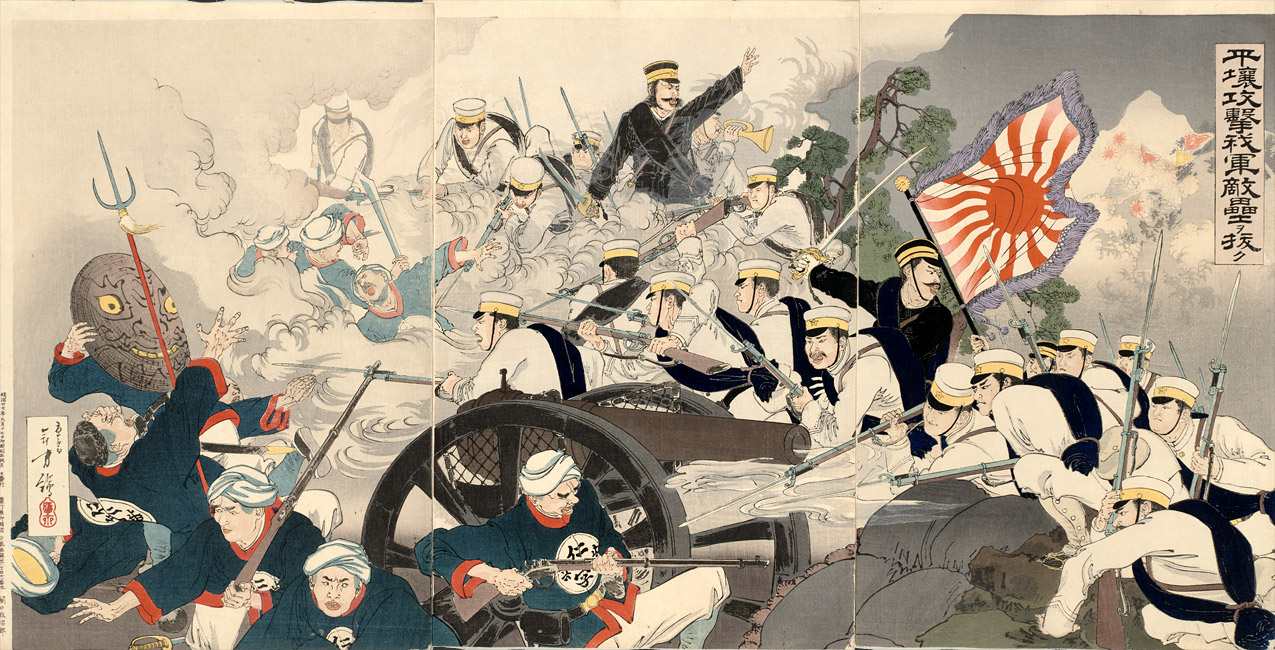
日清戦争における平壌の戦いを描いた水野年方の戦争絵。
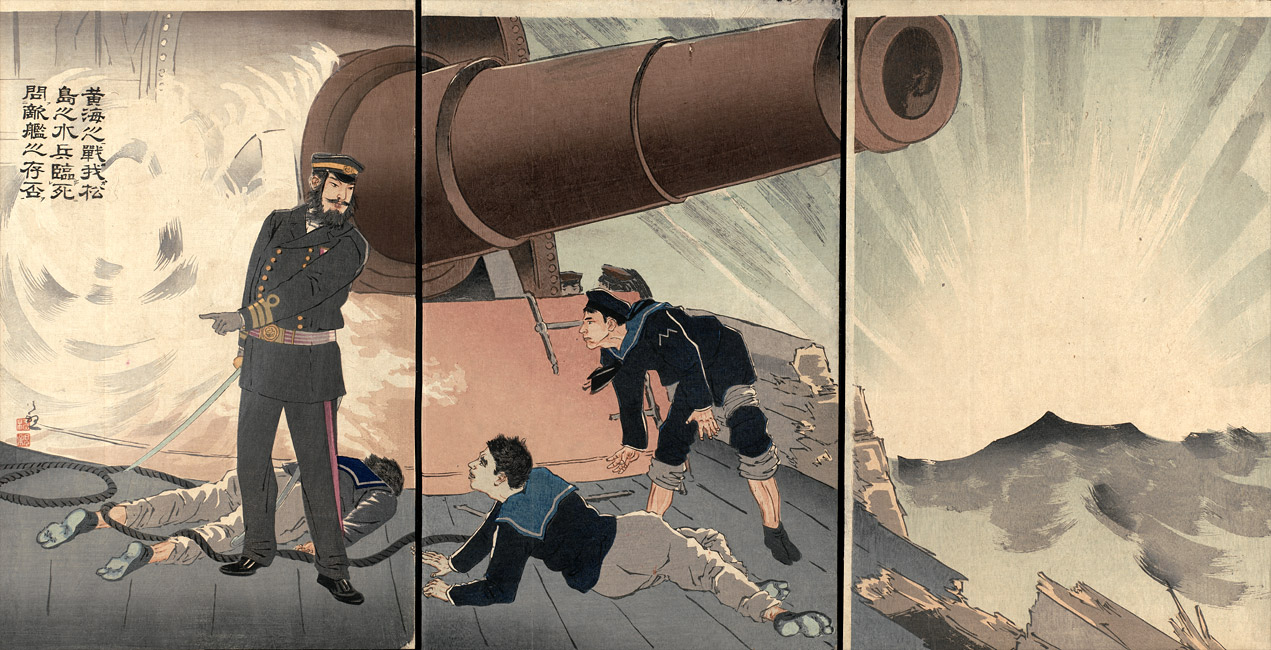
黄海海戦における松島の砲撃を描いた小林清親の作品。
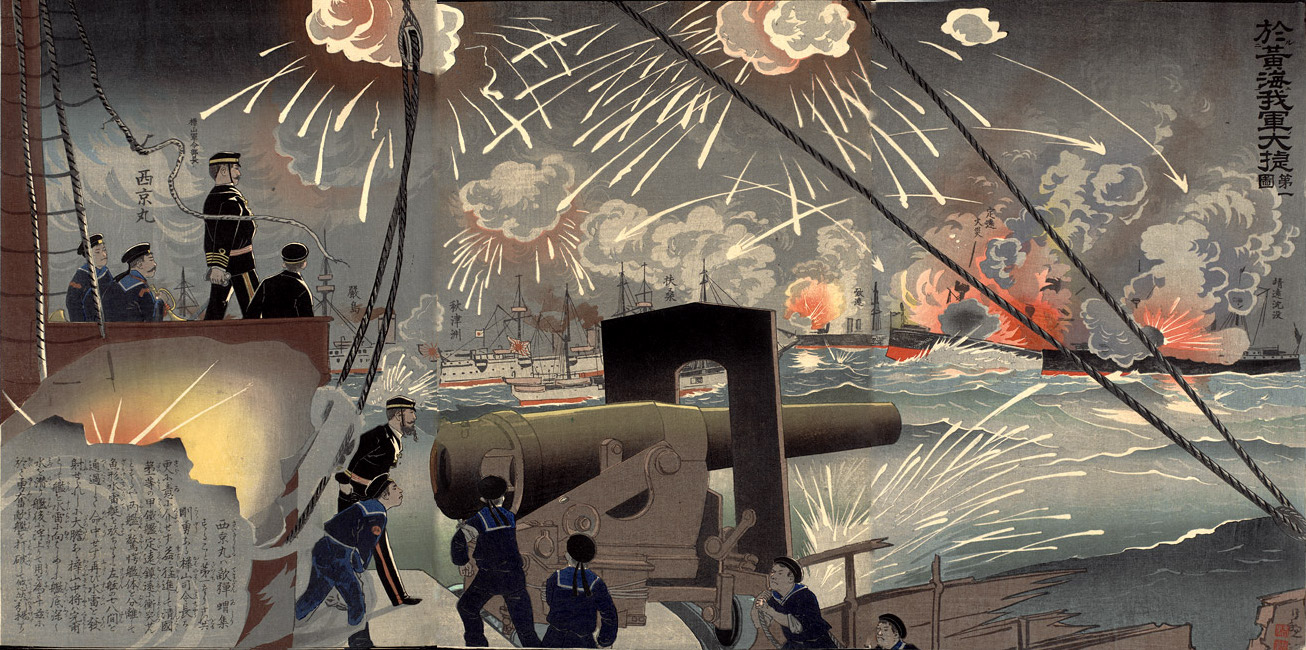
黄海海戦での艦隊戦を描いた小林清親の作品。
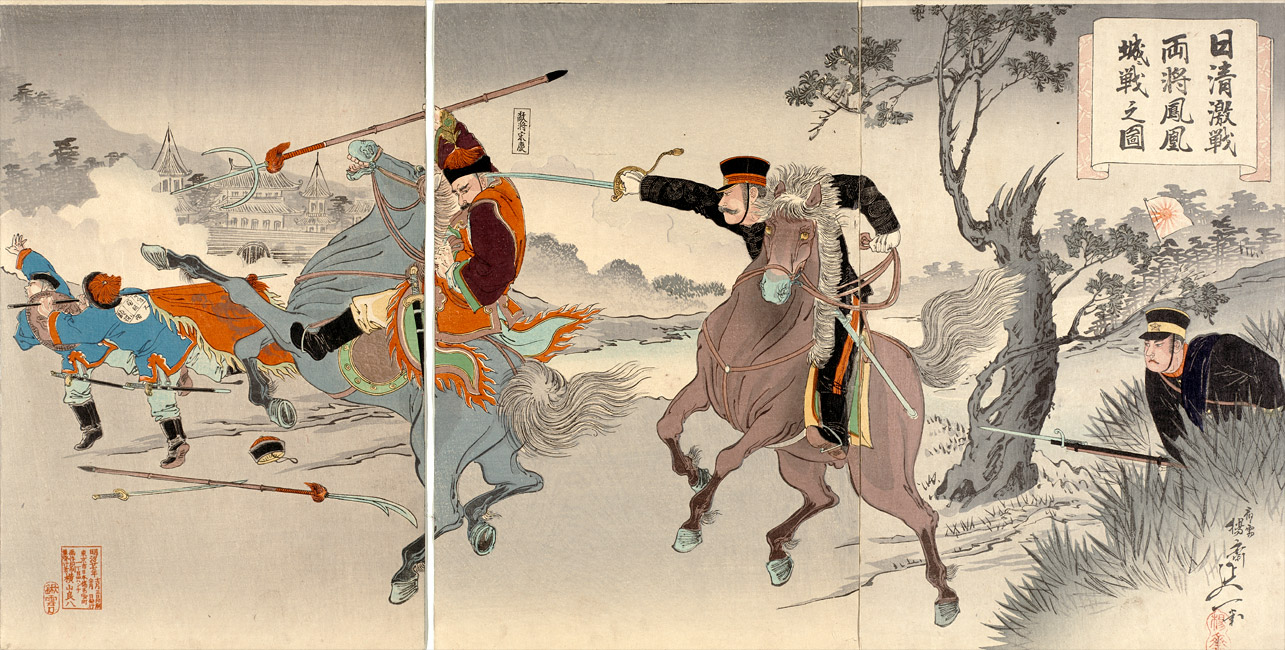
鳳凰城の戦いでの日清将官の「一騎討ち」を描いた楊斎延一の作品。
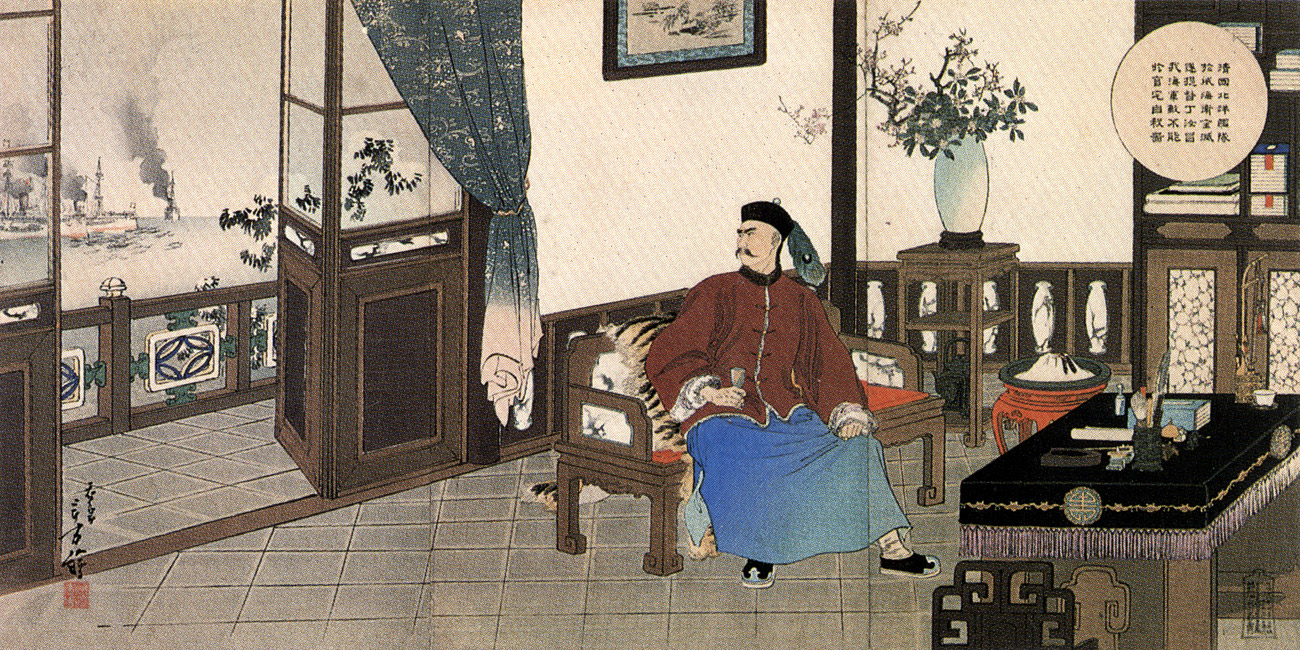
丁汝昌を描いた水野年方の作品。